# Schoutedenius gardneri
Schoutedenius gardneri là một loài bọ cánh cứng trong họ Cerambycidae.